# マツバスゲ
マツバスゲは、スゲ属の植物の一つ。花茎の先端に小穂が一つしかつかない。

## 特徴
マツバスゲ(Carex biwensis Franch. et Sav.)は、単子葉植物カヤツリグサ科スゲ属に含まれる多年草である。花茎の先端に小穂が一つしかつかないため、外見的にはちょっとスゲ以外のカヤツリグサ科の植物のように見える。
地下茎は短く横に這い、匍匐茎は出さない。葉は細くて長いが、花のある時期には伸びていない。
花は春に出る。その時点では葉はほとんど伸びず、花茎だけが束になったような姿になる。花茎は細くてやや硬く、高さは40cmに達し、断面は三角をしている。基部に数枚の葉があるほかは先端まで節がなく、苞が先端に一枚あるきりであるが、これも小さくて目立たない。
小穂は先端に一個だけつく。雄雌性で、先端部が細い雄花部、基部側が太い雌花部である。雄花はやや褐色の鱗片が集まったもので、雌花部とほぼ同じくらいの長さがある。雌花部は果胞が密生する。果胞は広卵形で短い嘴があり、長さ2mm位まで、開出して軸につく。

## 生育環境と分布
湿地に生え、時には水田の畦などにも見られる。名前は緑色の茎が束になって出る様子を松葉に見立てたものらしい。
日本では本州から九州まで、国外では朝鮮、中国、ウスリーに分布する。

## 近似種
小穂を軸に一つだけつけるスゲ類はいろいろあり、たいていは先端に雄花部を持つから似たところが多い。最もよく似ているのがハリガネスゲ(C. capillacea Boott)である。一般にはマツバスゲより雄花部が短いこと、果胞がやや大きい(2.5-3mm)ことで区別されるが、判断が難しい場合もあるようである。
また、シラコスゲ(C. rhizopoda Maxim.)は果胞が細長くて軸に密着すること、葉がよく発達するので印象はかなり異なる。
他にも小穂を一つだけ持つスゲ類はいくつかあるが、多くはより小型である。その中でコハリスゲ(C. hakonensis Franch. et Sav.)などのハリスゲ類は全体に一回り小さく、小穂が短いものが多いが、かなり似た植物である。

## 分類
小穂が1個だけのスゲ属は、かつては多系統であり、様々な系統から出て来たものと考えられてきた。例えば本種はハリガネスゲやハリスゲ類とともにヒゴクサ節とする説もあった。しかし、近年はその多くが1つの系統に属し、スゲ属の系統樹のかなり基部に位置するものと考えられている。その中でも本種のように雄雌性の小穂を持ち、雌花が数個以上はあり、果胞が卵形で成熟すると開出し、また雌しべの柱頭が3裂するのものを勝山(2015)はハリスゲ節 Sect. Rarae としており、以下の10種(変種含む)を挙げている。この類は近年に地方変異などに基づく新種が記載されている。改定前の同書・勝山(2005)ではこの節に7種が挙げられており、追加された3種はこの間に記載されたものである。今後も追加があると思われる。
- C. biwensis　マツバスゲ
- C. capillacea　ハリガネスゲ
- C. fulta　ニッコウハリスゲ
- C. hakonensis　コハリスゲ
- C. koyaensis
  - var. koyaensis　コウヤハリスゲ
  - var. yakushimensis　コケハリスゲ
- C. onoei　ヒカゲハリスゲ
- C. ruralis　サトヤマハリスゲ
- C. semihyalofructa　ユキグニハリスゲ
- C. uda　エゾハリスゲ